# Rizó (ort i Grekland, Epirus)
Rizó är en ort i Grekland.   Den ligger i prefekturen Thesprotia och regionen Epirus, i den nordvästra delen av landet, 300 km nordväst om huvudstaden Aten. Rizó ligger 924 meter över havet och antalet invånare är 107.
Terrängen runt Rizó är kuperad åt nordväst, men åt sydost är den bergig. Rizó ligger uppe på en höjd.Runt Rizó är det glesbefolkat, med 12 invånare per kvadratkilometer. Närmaste större samhälle är Igoumenitsa, 18,5 km sydväst om Rizó. Omgivningarna runt Rizó är en mosaik av jordbruksmark och naturlig växtlighet.